# Cândido Lima
Cândido de Oliveira Lima mais conhecido por Cândido Lima (Viana do Castelo, 1939 —) é um compositor português. Foi o primeiro compositor português a utilizar em simultâneo, entre outros meios, computador, electroacústica e orquestra. Colaborou na imprensa, e com o Ministério da Educação em reformas no ensino da música.
Cândido Lima completou os estudos secundários e cursos gerais de Piano e Composição em Braga. Seguiu depois a sua educação nos Conservatórios de Música de Lisboa e do Porto, tendo também se formando em Filosofia e Humanidades na Faculdade de Filosofia de Braga.
Em 1973 fundou o grupo "Grupo Música Nova" que tem como objetivo promover compositores clássicos e portugueses em festivais, séries, rádio, televisão e apresenta-los em concertos tanto em Portugal como no estrangeiro.
É autor das séries para televisão Sons e Mitos, Fronteiras da Música, No Ventre da Música, Evocações (ABZ de Júlio Montenegro), e para a Rádio, De toda a música, no Programa da Manhã de Júlio Montenegro (Prémio de Imprensa de 1987 - RDP/Antena 1). Foi responsável pela visita de alguns grandes músicos a Portugal, como o “Encontro com Xenakis” no Porto, no Cinema Trindade, 1973. Apresentou com Xenakis, em Lisboa, o UPIC/CEMAMu. Entrevistou Iannis Xenakis, Gyorgy Ligeti e Pierre Boulez.
Ensinou, entre outras escolas, no Conservatório de Música e na Escola Superior de Música do Porto (Professor Adjunto e Professor  Coordenador). Presidiu à Juventude Musical de Braga, ao Grupo Música Nova, dirigiu os Conservatórios de Braga e Porto. É colaborador da Enciclopédia Verbo desde 1972. Foi convidado por Pascal Dusapin, que lhe dedicou a obra “Canto”, a integrar o júri de selecção da Académie Européènne de Composition (com W.Rhim, M.Lindberg, K.Huber, G.Benjamin e J. Dillon).

## Educação
Diplomou-se em Piano e Composição nos Conservatórios de Música de Lisboa e do Porto como bolseiro da Fundação Gulbenkian e outras organizações organizacionais, e em Filosofia e Humanidades na Faculdade de Filosofia de Braga. Doutorado pela Universidade de Paris I - Sorbonne, (e um Doctorat d’État inacabado). Estudou composição com Xenakis e direcção de orquestra com Gilbert Amy e Michel Tabachnik Estudou Electroacústica e Informática Musical nas Universidades de Vincennes e Panthéon-Sorbonne, tendo estagiado no IRCAM e no CEMAMu. Foi bolseiro da Secretaria de Estado da Cultura.

## Livros publicados
- (1974) A música e o homem na reforma do ensino: da antiguidade à vanguarda[4].
- (1981) Xenakis et la Pédagogie, ou les Mythes.
- (1981) Perspectivas do Ensino da Composição em Portugal
- (1983) Os arquétipos na Composição Musical (com conceitos da filosofia e ciências)
- (2000) Canções para a juventude: Canto e piano[4].
- (2003) Segredos e Origens da Música Portuguesa Contemporânea - Música em som e imagem[4].

## Discografia[5]
Cândido de Lima aparece com obras suas nos seguintes discos:
- (1992) Cândido Lima Sand Automata - Legends of Neptune - Oceans
- (1996) Música Portuguesa - Séc. XX Obras Encomendadas pela Câmara Municipal de Matosinhos
- (1996) Album de Colien Musica Española y Portuguesa del Siglo XX Obras Breves para Piano Ananda Sukarlan
- (1996) Loik Coro dos Pequenos Cantores da Academia de Amadores de Música Direcção de Paula Coimbra
- (1997) Magia da Música
- (1998) Maria José Souza Guedes Cândido Lima Casella Beethoven Franck
- (1998) Luís Meireles Flauta Contemporânea Portuguesa
- (1999) Rai Timor
- (1999) Timor Loro Sae e a Esperança no Percurso da Paz
- (2001) Vozes à Luz Aquiris Memorabilis Cândido Lima Obras Encomendadas pela Câmara Municipal de Matosinhos
- (2002) Compositores do Porto do Séc. XX Canto e Piano
- (2003) Antologia de Música Electrónica Portuguesa
- (2003) Momentos-Memórias II
- (2006) Festival Internacional de Música da Póvoa de Varzim Cândido Lima Isabel Soveral Fernando C. Lapa Sérgio Azevedo
- (2007) Nancy Lee Harper | Música Portuguesa para piano, Vol. 2
- (2010) Nuno Pinto Clarinete Solo
- (2011) Nuno Pinto portuguese music clarinet & electronics
- (2012) Suzanna Lidegran portuguese music for violin
- (2013) Para além das árvores
- (2013) Numérica
- (2014) Fados -  Compositores -  Alexandre Delgado, Cândido Lima, Sara Carvalho, João Pedro Oliveira, Ângela Lopes, Rui Penha, Carlos Marecos - Performa Ensemble
- (2014) 2014 IAMIC Concert
- (2014) Sond'Ar-te Electric Ensemble Portuguese Chamber Works of the XXI
- (2014) CADAVRES EXQUIS Portuguese composers of the 2st century
- (2015) Borealis Ensemble . Música nova para instrumentos antigos (II)
- (2015) EAW 2015  First International Congress of Electroacoustic Music  Aveiro . Portugal
- (2015) Oceânides